# Zahořany (Králův Dvůr)
Zahořany (německy Sahorschan) jsou vesnice, část města Králův Dvůr v okrese Beroun ve Středočeském kraji. Nachází se asi 1,1 kilometru severozápadně od Králova Dvora u Berouna. Protéká tudy Dibeřský potok.

## Historie
První písemná zmínka o vesnici pochází z roku 1429.

## Obyvatelstvo
| Rok            | 1869 | 1880 | 1890 | 1900 | 1910 | 1921 | 1930 | 1950 | 1961 | 1970 | 1980 | 1991 | 2001 | 2011 | 2021 |
| -------------- | ---- | ---- | ---- | ---- | ---- | ---- | ---- | ---- | ---- | ---- | ---- | ---- | ---- | ---- | ---- |
| Počet obyvatel | 166  | 167  | 159  | 193  | 248  | 244  | 307  | 264  | 237  | 209  | 185  | 201  | 218  | 466  | 774  |
| Počet domů     | 22   | 22   | 21   | 24   | 30   | 36   | 55   | 74   | 69   | 66   | 61   | 77   | 84   | 162  | 250  |

## Obecní správa
Při sčítání lidu v letech 1850–1979 byly Zahořany samostatnou obcí, nejprve v okrese Hořovice, od roku 1950 v okrese Beroun. Od 1. ledna 1980 do 23. listopadu 1990 byly částí města Beroun v okrese Beroun. Od 24. listopadu 1990 do 31. prosince 2002 byly znovu obcí v okrese Beroun. Od 1. ledna 2003 jsou částí města Králův Dvůr v okrese Beroun.